# Combats du bois de Bourlon de juin 1944
Pour les articles homonymes, voir Bourlon (homonymie).
 (février 2021).
 (février 2021).
La mise en forme du texte ne suit pas les recommandations de Wikipédia : il faut le « wikifier ».
Les points d'amélioration suivants sont les cas les plus fréquents. Le détail des points à revoir est peut-être précisé sur la page de discussion.
- Les titres sont pré-formatés par le logiciel. Ils ne sont ni en capitales, ni en gras.
- Le texte ne doit pas être écrit en capitales (les noms de famille non plus), ni en gras, ni en italique, ni en « petit »…
- Le gras n'est utilisé que pour surligner le titre de l'article dans l'introduction, une seule fois.
- L'italique est rarement utilisé : mots en langue étrangère, titres d'œuvres, noms de bateaux, etc.
- Les citations ne sont pas en italique mais en corps de texte normal. Elles sont entourées par des guillemets français : « et ».
- Les listes à puces sont à éviter, des paragraphes rédigés étant largement préférés. Les tableaux sont à réserver à la présentation de données structurées (résultats, etc.).
- Les appels de note de bas de page (petits chiffres en exposant, introduits par l'outil «  Source ») sont à placer entre la fin de phrase et le point final[comme ça].
- Les liens internes (vers d'autres articles de Wikipédia) sont à choisir avec parcimonie. Créez des liens vers des articles approfondissant le sujet. Les termes génériques sans rapport avec le sujet sont à éviter, ainsi que les répétitions de liens vers un même terme.
- Les liens externes sont à placer uniquement dans une section « Liens externes », à la fin de l'article. Ces liens sont à choisir avec parcimonie suivant les règles définies. Si un lien sert de source à l'article, son insertion dans le texte est à faire par les notes de bas de page.
- La présentation des références doit suivre les conventions bibliographiques. Il est recommandé d'utiliser les modèles {{Ouvrage}}, {{Chapitre}}, {{Article}}, {{Lien web}} et/ou {{Bibliographie}}. Le mode d'édition visuel peut mettre en forme automatiquement les références.
- Insérer une infobox (cadre d'informations à droite) n'est pas obligatoire pour parachever la mise en page.

Pour une aide détaillée, merci de consulter Aide:Wikification.
Si vous pensez que ces points ont été résolus, vous pouvez retirer ce bandeau et améliorer la mise en forme d'un autre article.
Les combats du bois de Bourlon de juin 1944 se sont déroulés dans le département du Pas-de-Calais. Lors de la Seconde Guerre mondiale, entre le 9 et le 18 juin 1944, trois compagnies de FTP (francs tireurs partisans) composées de résistants issus du bassin minier du Pas-de-Calais vont être anéanties dans des combats contre l'armée et la police allemandes à la suite d'un ordre de marche visant à leur faire rejoindre un maquis en cours de création dans les Ardennes. Ce maquis devait avoir pour vocation de bloquer la retraite allemande consécutive du débarquement allié du 6 juin 1944 sur les côtes normandes.

## L'embuscade du "bois de Bourlon" de juin 1944 (affaire dite du "maquis des Ardennes")

### Les origines: le débarquement allié
Sur un plan général cet épisode de la seconde guerre mondiale est lié à l'accompagnement du débarquement allié du 6 juin 1944 par la résistance intérieure dans le Nord-Pas-de-Calais.
Sur un plan particulier, il trouve son origine dans deux messages radio reçus de Londres entre le 5 et le 8 juin, les dates différant selon les sources : «les sirènes ont les cheveux décolorés» ou encore « le canapé est au milieu du salon ». Ce sont des messages d'alerte en vue de préparer la résistance au débarquement. Cependant, un grand flou demeure quant à la signification et à l'origine précises de ces messages.
Kléber Deberles, journaliste à « La voix du Nord », rattache le premier de ces deux messages (« les sirènes ont les cheveux décolorés »), qu'il date du 5 juin 1944, à l'ordre qui est donné aux hommes de l'O.C.M. (organisation civile et militaire) de se rassembler et de se préparer à rejoindre les marais de Brimeux.
Pour Jean Marie Fossier, ce 5 juin 1944 ce même message émet : « un ordre de regroupement et de marche pour les 2e, 5e et 6e compagnies de FTP (franc tireurs partisans) du bassin minier du Pas-de-Calais. Leur objectif : gagner la zone du maquis des Ardennes afin de renforcer les groupes de combat existants ».
Il en est de même pour Robert Vandenbussche qui écrit : « le 5 juin 1944, dans la soirée, la BBC lance ce message : La sirène a les cheveux décolorés ». C'est un appel à rassembler les FTP des mines, particulièrement dans le Pas-de-Calais, pour constituer dans les Ardennes un maquis sur les arrières d'une armée allemande qui doit battre en retraite. ».
Sur le site de la commune de Bourlon, un article intitulé « Le monument du maquis » rattache la mise en mouvement des compagnies FTP au deuxième message (« le canapé est au milieu du salon ») et le date du 8 juin.
La grande majorité des historiens s'accorde toutefois pour admettre qu'un message a bien été envoyé de Londres par le B.C.R.A. (Bureau Central de Renseignement et d'Action), le service de renseignements et d'actions clandestines de la France Libre.
Ainsi, lors d'un débat tenu à l'occasion d'un colloque organisé par la Revue du Nord les 2 et 3 novembre 1974, un des débatteurs, M. Lhermitte, indique en réponse à une question d'un interlocuteur qu'il a « retrouvé trace de l'ordre qui a été donné aux FTP de partir au maquis des Ardennes », et que cet ordre « provenait de Bergeon qui était l'adjoint de Thiennet ».
Le colonel Bergeon alias Aubert était l’ O.P. (officier politique) régional A des FTP.
De son côté, Alain Nice dans «La guerre des partisans» rappelle que ce même Colonel Lhermitte confirme bien que : "Le 5 juin 1944, l’État major des Forces françaises de l'intérieur du Pas-de-Calais prescrit aux corps francs de se mettre en état d'alerte, de s'armer et d'occuper leurs emplacements de combat pour aider le débarquement allié... Les corps francs s'arment et rejoignent dans la nuit du 5 au 6 leurs bases de départ dans l'attente des combats et se mettent en embuscade".
Il ajoute, toujours sur les dires du colonel Lhermitte : « [...] Les corps francs reçoivent alors l'ordre d'intensifier les sabotages en attendant les forces alliées. Les FTP agissent différemment, leur état major donne des ordres particuliers à trois compagnies (les 2e, 5e et 6e) ayant pour objectif de gagner la "zone du maquis des Ardennes».
Roger Pannequin alias Commandant Marc est revenu lui aussi sur cette affaire : « Le soir, dans un village du Pas-de Calais, je retrouve Pierrard, Warret et René Lanoy, Ils m'informent de la catastrophe; nos groupes FTP hâtivement rassemblés en unités de marche, encerclés, décimés, disparus. Nous essayons de comprendre...Mais d'où peut venir cet ordre de repli donné à trois unités constituées en vitesse ? Warret, commissaire régional aux effectifs nous raconte qu'à Auchel est sorti d'un bistrot un FTP qui, assis à une table, enrôlait des jeunes et leur fixait des points de ralliement ! ».
Roger Pannequin ajoute : « Lui qui, de nous quatre, devrait être le seul au courant de tous les ordres transmis concernant les unités, n'a rien su et ne comprend pas ».
Cette anecdote a aussi été rapportée par K. Deberles sous une forme quelque peu différente.: « 7 juin 1944 : Jules Warret, commissaire aux effectifs des FTP, informe ses subordonnés d'un ordre de départ. Trois compagnies du bassin minier doivent rallier un maquis[...]».
« ...Apprenant la nouvelle....André Pierrard, le "P" (politique) du parti communiste au sein des FTP, qui vit dans l'illégalité sursaute: "Ce n'est pas possible qu'on donne un tel ordre. Nos hommes seront bien plus utiles ici. Je veux voir cet ordre écrit pour le croire ».
« Jules Warret lui explique que le message lui a été remis par le lieutenant-colonel Aubert. Peu de temps après il lui en apporte la preuve ».
Enfin, pour l'historien Henri Amouroux, ce serait une erreur d'interprétation du message d'alerte de Radio Londres qui serait à l'origine de cette expédition.
À ce jour, les causes ne sont toujours pas clairement établies, et les avis divergent encore entre provocation, incompréhension et consigne individuelle.

### Les faits: L'anéantissement de trois compagnies FTP
Le 8 juin 1944, 350 hommes environ de la 2e compagnie (Lens, Liévin, Harnes, Hénin, Montigny, Pont-à-Vendin, Vendin-le -Vieil), 5e compagnie (Auchel, Marles, Calonne-Ricouart, Bruay-en-Artois, Gosnay, Allouagne, Annezin) et de la 6e compagnie de FTP (Bully, Grenay, Hersin-Coupigny, Arras, Pas-en-Artois) se mettent en marche. Elles sont sous les ordres des commandants Max (Marcel Cavroix), Tino (Aimé Delebarre) et Arthur (Jean Ratel).
Le premier lieu de rendez-vous officiel est fixé au 10 juin dans la forêt ou le bois d'Havrincourt situé à une quinzaine de kilomètres au sud-ouest de Cambrai.
K. Deberles précise que chaque commandant en a eu notification, « avec un pli à ouvrir au terme de l'étape, qui lui apprendra l'objectif suivant. »
Compte tenu de la nécessité de ne pas éveiller l'attention des Allemands et de leurs collaborateurs français, les chemins pris par ces quelque 350 hommes furent très divers. Malheureusement, au-delà de cette élémentaire précaution, la diversité des chemins empruntés fut aussi le résultat de l'impréparation de l'opération.
« [...] les Allemands ont été informés de cette vaste opération. Ils connaissent les itinéraires et les relais. Un avion de reconnaissance surveille même les points de concentration. »
« Mise en alerte, la GFP d'Arras appréhende plusieurs dizaines de FTP sur les routes. »
Dès le premier jour 30 hommes de la 5e compagnie qui font une halte dans le cimetière de Fampoux sont arrêtés.
Dans la nuit du 8 au 9 une partie de la 2e compagnie (son arrière-garde sous les ordres du lieutenant Arthur Théo « Bruno »), est accrochée par une patrouille allemande sur la R.N. 319 entre Hénin-Lietard et Drocourt, au lieu-dit « La Parisienne ». Elle est obligée de se replier en direction de Noyelles-Godault et Courrières, il y a au moins 2 hommes tués et 8 arrêtés. Le 9 juin une multitude d'accrochages a lieu en une dizaine d'endroits (Mont Saint Éloi, Ablain-Saint-Nazaire, Monchy Le Preux, Guemappe, Villers-Les-Cagnicourt, Arsonville et Bernoville, Guise, Fourmies).
Ces nombreux accrochages qui se poursuivront pendant une grande partie du mois de juin finiront par mettre en déroute la totalité de l'opération. Seuls quelques-uns atteindront les Ardennes où certains d'entre eux trouveront la mort au même titre que leurs camarades décimés dans le Pas-de Calais.
Au total, 68 résistants seront fusillés, 86 mourront en déportation et 32 au combat.

#### L'épisode dit du bois de Bourlon
Le plus meurtrier des accrochages aura lieu 3 jours après le départ, dans le bois de Bourlon situé à 6 km à l'est de Cambrai.
Le 11 juin y sont regroupés en une halte provisoire les survivants de la 5e compagnie (après l'épisode du cimetière de Fampoux), une partie des effectifs de la 6e et la section d'Annezin-les-Béthune.
Citons encore M. K. Deberles : « ...la 5e se dirige vers Bourlon… Où allez vous ? » interroge un cultivateur, -- à Bourlon !» « Méfiez- vous, c'est plein d'Allemands». Le village abrite un contingent qui travaille dans un dépôt à proximité, il y a une batterie de canons anti-aériens. L'arrivée de nombreux jeunes dans les bois a alerté les autorités allemandes.
"…Le lendemain 11 juin les habitants voient des camions ceinturer le bosquet où sont rassemblés une cinquantaine de résistants. Chacun est à son poste, caché dans des trous derrière des taillis. Les Allemands, à l'aide d'un porte-voix, les somment de se rendre. Personne ne répond".
"Les "feldgendarmes"...tirent à vue puis s'approchent. Le capitaine Coussette d'Annezin donne le signal de la riposte. Des soldats tombent, faute de munitions, le combat cesse".
"C'est le sauve-qui-peut. Des résistants sont mortellement frappés par des rafales en franchissant une clôture. Quelques-uns réussissent à s'échapper. Dix hommes restent sur le terrain".
Dans une note de bas de page, M. K. Deberles ajoute : « Des jeunes du village de Bourlon furent réquisitionnés par les Allemands pour transporter les corps. Le curé, l'abbé Fouquet, voulut célébrer une messe. Il obtint simplement l'autorisation de bénir les tombes. Le maire, M. Henri Darbois, fut convoqué à la mairie où avaient été regroupés les FTP prisonniers ».
Le déroulement des événements de cette journée est aussi, en partie, raconté sur le site internet de la commune de Bourlon dans un article intitulé « le monument du maquis ».
« Bilan de l'attaque : 10 hommes seront tués, 22 seront faits prisonniers, 20 d'entre eux, condamnés à mort par le tribunal d'Arras, seront fusillés le 18 juin.
Du côté allemand : 1 officier et 22 soldats tués».
"L'opération allemande fut "commandée par la GFP de Lille et d'Arras, avec l'appui d'unités de la Feldgendarmerie et de l'organisation Todt".
L'organisation Todt avait été chargée de former des barrages, alertée par la GFP d'Arras. C'est dans les camions de l'organisation Todt que les prisonniers seront emmenés à la prison Sainte Nicaise d'Arras.
L'historien Laurent Thiery rappelle que cette "opération de police " va donner lieu aux "deux principales affaires jugées en procédure rapide...et aux deux plus importantes exécutions de condamnés à mort dans le ressort de l'O.F.K. 670".
Il ajoute : « Dès le 10 juin 24 de ces jeunes hommes sont condamnés à mort par le tribunal militaire d'Arras. Le jugement directement confirmé le lendemain par Bertram (chef du gouvernement militaire allemand dans le ressort de l'O.F.K. 670) est exécuté le 14 à la citadelle d'Arras. Le 16 juin 20 jeunes FTP arrêtés dans les mêmes conditions sont condamnés à mort par le même tribunal et exécutés deux jours plus tard».
Il y a tout lieu de penser que ces 20 combattants fusillés le 18 juin étaient ceux faits prisonniers à Bourlon et dans les environs immédiats le 11 juin 1944.
Dans un autre de ses travaux, L. Thiery confirme : «Simultanément, le tribunal d’Arras condamne à mort, le 11 et le 16 juin 1944, après deux simulacres de procès, 44 FTPF arrêtés les armes à la main lors de la tentative de constitution d’un maquis dans le Pas-de-Calais. 118 autres arrêtés dans le même secteur sont déportés dans une action "Nacht und Nebel", le 13 juillet 1944, vers la prison de Bayreuth».

## L'histoire de Marcel Roussel et du convoi des "118" du 13 juillet 1944

### La résistance: Janvier 1943 - Juin 1944

#### L’itinéraire d'un résistant
Marcel Joseph Roussel est né le 23 février 1921 à Béthune. Quand la guerre commence il habite chez sa mère Berthe Roussel au 127 rue des Flandres à Calonne-Ricouart. Il est mineur à la compagnie des mines de Marles-Ferfay.
Dès janvier 1943 il effectue des sabotages sur le lieu de travail en qualité de résistant isolé. Il s'engage dans les FTP le 3 novembre 1943. Il est immédiatement nommé chef de groupe avec le grade de sergent du 3 novembre 1943 au 29 mai 1944, et entre alors dans la clandestinité. Une fausse carte d’identité lui est remise au nom de Georges Dervaux (ou Derveaux selon les documents) ; elle est datée du 18 juin 1943.
Ses faits de résistance sont répertoriés dans la décision d'homologation au grade d'adjudant FFI, accordée à titre posthume en date du 28 juin 1947 :
«  Entre le 3 novembre 1943 et le 9 juin 1944 : distribution de tracts de jour et de nuit, attaques de camions allemands, récupération de matériel pour l'habillement des illégaux, dépôt d'armes chez sa mère».
Le 30 mai 1944 il est nommé sergent-chef «en raison de son activité» par les lieutenants Patinier Victor et Brassart Henri.
Il fut, à ce titre, désigné pour organiser le départ au maquis du bois de Bourlon du 30 mai 1944 au 8 juin 1944.
Il part pour le maquis le 9 juin 1944 sous les ordres du lieutenant Victor Patinier.
Il fait partie de la 5e compagnie -  secteur de Calonne-Ricouart
«Trahit (sic!) puis cerné par les Allemands, fut arrêté le 11 juin 1944 puis transféré en Allemagne». (Cf. décision d'homologation de grade F.F.I. du 28 juin 1947).
Une enquête diligentée par les services du ministère de l'intérieur en 1952 pour l'attribution du titre de déporté résistant fournit des détails importants concernant les circonstances de l'arrestation de Marcel Roussel.
Un premier témoin entendu lors de cette enquête donne les précisions suivantes :
« Le 9 juin 1944, après des ordres reçus, Roussel, d'autres résistants et moi sommes partis en direction du bois de Bourlon, près d'Arras. Je me suis trouvé en compagnie de Roussel Marcel jusqu'au 10 juin 1944 dans le bois de Bethencourt ou Bétonsart. Puis cernés par les Allemands, nous nous sommes séparés en diverses sections».
Un second témoin ajoute :
« Je faisais partie d'un groupe de résistance FTPF dans lequel se trouvait Marcel Roussel. Le 9 juin 1944, je suis parti avec ce groupe FTPF en direction du bois de Bourlon, à la suite des ordres reçus. Jusqu'au 11 juin 1944, j'ai toujours été avec lui. Ce jour précité, alors que je me restaurais dans un estaminet, Roussel Marcel est sorti dans la rue. Il s'est fait prendre par les Allemands qui patrouillaient ».
La fiche de déporté téléchargeable sur le site internet de l'Association des déportés et familles de disparus du camp de concentration de Flossenburg précise : «Il est arrêté après sa tentative de rejoindre le bois de Bourlon où de nombreux maquisards furent massacrés, arrêtés et déportés en juin 1944. «NN» du Nord-Pas de Calais. Résistant arrêté au cours de l'attaque allemande dans le bois de Bourlon, Roussel faisait partie d'un groupe de F.T.P.F. rejoignant le maquis dans l'Aisne».
Du 11 juin au 13 juillet 1944 Marcel Roussel est incarcéré à la prison Saint-Nicaise d'Arras.
Marcel Roussel va ensuite connaître le parcours type d'une victime de la politique de répression et de déportation appliquée par le gouvernement militaire de Bruxelles (le M.B.B.) dans le cadre des décrets «Nacht-Und-Nebel» (Nuit et Brouillard) de décembre 1941.

#### Rappel: la politique de répression judiciaire conduite par les Allemands dans le Nord-Pas-de-Calais
La subdivision administrative française du gouvernement militaire de Bruxelles qui regroupait ces deux départements du nord de la France était désignée sous le nom d’ O.F.K. 670 , elle avait son siège à Lille.
Deux tribunaux militaires dépendaient de l' O.F.K. 670, ils étaient situés pour le Nord à Lille et pour le Pas-de-Calais à Arras.
Il faut rappeler que pendant toute la période de la guerre (jusqu'au 30 juillet 1944), la politique de répression était, dans le Nord-Pas-de-Calais, sous l'autorité de la Wehrmacht et non sous celle de la police allemande (le R.S.H.A.) plus connue sous l'acronyme de GESTAPO.
À partir de décembre 1941 la justice militaire allemande dispose de deux procédures juridictionnelles et doit nécessairement «bien faire la séparation entre les affaires menaçant réellement la sécurité du Reich et les troupes d'occupation, et les autres plus classiques liées au maintien de l'ordre».
« Les actes ne présentant pas de réel danger pour le Reich continuent à être traitées selon la procédure pénale évitant ainsi l'explosion du nombre de condamnations à mort ou l'accumulation d'affaires bénignes en Allemagne ».
Les autres sont ceux qui tombent sous le coup de l'application des décrets dits « Keitel » de décembre 1941, du nom du chef d’état-major général du Reich.

#### Rappel: les décrets "Keitel", encore appelés "Nuit et Brouillard"
« Le 7 décembre 1941 l' O.K.W. publie un texte connu sous le nom de décret Keitel, qui consacre aux yeux de HITLER, l'échec patent de la justice militaire en territoire occupé ».
Ce décret du 7 décembre sera suivi par une "lettre d'accompagnement" datée du 12 décembre.
Le contexte politico-militaire général avait beaucoup changé depuis juin 1941 et l'invasion de l'URSS par les troupes allemandes.
Les Allemands avaient conscience que cette décision d'invasion entraînerait une recrudescence immédiate des actes de résistance communistes. Il fallait donc renforcer fortement la répression des actes les plus graves qui mettaient en danger la sécurité du Reich et des troupes d'occupation.
L'article 1 du décret du 7 décembre 1941 précise que : « la peine de mort est de rigueur pour tous les actes délictueux commis par des civils non allemands dirigés contre le Reich ou contre la puissance occupante».
L'article 2 ajoute : « Ces actes ne sont à condamner dans les territoires occupés que s'il apparaît probable que des condamnations à mort seront prononcées contre leurs auteurs. Dans les autres cas, les coupables seront transférés en Allemagne ».
La lettre d'accompagnement datée du 12 décembre dévoile l'objectif principal de ces textes : « [...] Le Führer est d'avis que les peines de privation de liberté et même les peines de réclusion à vie, sont pour de tels actes regardés comme des signes de faiblesse ».
Elle ajoute : « Un effet de frayeur efficace et durable ne peut être atteint que par la peine de mort ou par des mesures propres à maintenir les proches et la population dans l'incertitude sur le sort des coupables ».
Le qualificatif «nuit et brouillard» entré dans le langage courant pour les textes de décembre 1941 prend alors tout son sens.
Les décrets « Nuit et Brouillard » ne donnaient plus que deux options aux juges des tribunaux militaires allemands, celui d'Arras ne faisait pas exception.(Cf. infra).
Comme le rappelle M. L. Thiery : « Concrètement, les magistrats des territoires occupés n'ont désormais plus le choix qu'entre la peine capitale et le transfert en Allemagne ».
En pratique, si les conditions étaient réunies pour un jugement en territoire occupé, un conseil de guerre était convoqué.
Pour 44 des résistants faits prisonniers entre le 9 et le 11 juin 1944 dans les différents combats qui eurent lieu autour de Bourlon, les conseils de guerre se tinrent les 11 et 16 juin 1944 (Cf. infra).
Si ces conditions n'étaient pas réunies, le tribunal militaire transmettait le dossier au M.B.B. à Bruxelles en précisant les raisons de la demande de dessaisissement et du transfert en Allemagne.

### Les prisons allemandes et la déportation: Juillet 1944 - Janvier 1945

#### Un convoi de déportés «Nuit et Brouillard»
118 autres résistants arrêtés pendant l'opération, dont Marcel Roussel, ont fait : « ...l'objet d'une procédure de dessaisissement et sont déportés, en attente de leur éventuel jugement en Allemagne, le 13 juillet 1944 vers la prison de Bayreuth ».
Le convoi qui emmène ces 118 prisonniers part de la gare de Lille le 13 juillet 1944 en direction de la prison Saint-Gilles de Bruxelles.
Il est composé de 117 français et d'un belge.
La prison Saint Gilles à Bruxelles est « la plaque tournante de la déportation dans le ressort du M.B.B. Plus de 80 % des déportés du Nord-Pas-de-Calais soumis à ce processus répressif transitent par cette prison ».
Le convoi du 13 juillet 1944 est exclusivement composé de déportés N.N. (cas de figure le plus répandu pour ce type de déportations).
« Les autorités allemandes doivent prendre des dispositions particulières pour emmener ces détenus en Allemagne ».
Ces transports se font en fourgons cellulaires et voitures de chemin de fer.
Le 16 avril 1942, une ordonnance du maréchal Keitel, qui est une mise à jour de celle du 12 décembre 1941 (Cf. infra), offre des précisions sur les modalités des transports dits « NN ».
« Les coupables (sic!) transportés en Allemagne ne sont autorisés à aucun contact avec le monde extérieur : aussi n'ont-ils le droit ni d'écrire, ni de recevoir des lettres, colis, visites. Ceux ci sont à renvoyer avec la mention que tout contact avec le monde extérieur est interdit au coupable ».
Contrairement à ce que laisse à penser la phraséologie allemande, il s'agit bien uniquement de prévenus qui doivent être jugés en Allemagne.
M. JL Bellanger renchérit :«  En cas de demande d'information à leur sujet, le texte interdit de répondre autre chose que  : ils ont été arrêtés et l'état de la procédure n'autorise aucune autre explication ».
Il ajoute :« Ces prisonniers devaient se voir attribuer des zones ou bâtiments spéciaux où ils ne devaient avoir strictement aucun contact avec les autres détenus. Leur nom devait être inconnu du personnel qui aurait affaire à eux et ils recevaient un numéro qui constituait leur seule identité dans l'établissement ».
À cette date du 13 juillet 1944, le tribunal compétent pour juger les déportés « Nuit et Brouillard » (NN) du nord de la France est celui d'Oppeln.
M. G. Quesnee le confirme :«  Le 29 février 1944, le tribunal spécial d'Oppeln, en Silésie, devient compétent pour les affaires NN ».
C'est la raison pour laquelle le convoi du 13 juillet 1944 amènera les hommes qui le composent à la prison de Bayreuth (région de Nuremberg) qui dépend du tribunal d'Oppeln.
Bayreuth ne sera qu'une première étape.
Vingt-sept d'entre eux partiront ensuite vers le camp de Dachau.
L'un d'entre eux sera transféré directement de Bayreuth vers Flossenburg, tandis que tous les autres seront dirigés vers une autre prison dépendant du tribunal d'Oppeln à Ebrach.
Marcel Roussel sera de ceux qui seront emprisonnés à Ebrach.
Les prisons de Bayreuth et d'Ebrach sont, à la fois, des prisons de prévention et d'application des peines, majoritairement destinées aux déportés NN du Nord et du Pas-de-Calais.
Contrairement à l'organisation retenue par les autorités allemandes dans le Nord Pas-de-Calais où la justice militaire était compétente, la déportation en Allemagne avait pour conséquence de transférer aux tribunaux civils les affaires relatives aux prévenus NN.
« [...] justice civile signifie : « tribunaux spéciaux » (sondergerichte)… devant lesquels les accusés sont privés de la plupart des droits élémentaires de la défense. »
Avec la stricte mise au secret, le jugement par des tribunaux d'exception était l'une des deux caractéristiques principales qui ont marqué le sort des déportés NN.

#### Le transfert en camp de concentration
"Le 30 juillet 1944, un décret promulgué sous le nom de "Terreur et sabotage" a pour conséquence l'abrogation de la procédure NN".
"À la suite de ce texte, plusieurs ordonnances d'application sont promulguées, dont une du 18 août 1944, qui reprend les volontés d'Hitler concernant la remise des "coupables" dans les territoires occupés à la police".
"Toutes les personnes arrêtées dans les territoires occupés pour avoir mis en danger les armées allemandes ou déjà déportées en Allemagne et relevant d’une quelconque mesure particulière doivent être remises à la police de sûreté qui, on le sait, pratique la déportation massive dans les camps de concentration".
Ces textes vont prendre effet à compter de l'automne 1944, en pratique, tous les prévenus ou détenus déjà jugés NN présents dans les prisons allemandes, notamment celle d'Ebrach, vont être dirigés vers un des camps de l'arsenal concentrationnaire allemand.
"Le décret ne fait pas de différence entre chaque stade de la procédure; il ordonne la remise de tous les NN à la police".
En dehors des 27 résistants du "convoi des 118" du 13 juillet 1944 envoyés directement de Bayreuth à Dachau et de celui qui a été transféré directement à Flossenburg, (Cf. infra) seuls deux ne connaîtront pas la déportation en camp de concentration.
Quatre-vingt-huit, soit l'immense majorité, seront transférés au camp de concentration de Flossenburg.
Sur les 13 membres de la 5e compagnie de FTP - secteur de Calonne-Ricouart transférés en Allemagne le 13 juillet, 12 connaitront le parcours par Ebrach et Flossenburg, le treizième est l'un des deux qui aura échappé aux camps de concentration.
Nous retrouvons chez la majorité des auteurs, deux raisons principales à l'abandon de la procédure NN:
- l'impossibilité matérielle, pour les procureurs et les juges de faire face à l'afflux trop important d'affaires dans leur ressort qui entraînait des retards considérables dans l'instruction et le jugement des prévenus.
- la montée en puissance du RSHA, c'est-à-dire de la GESTAPO, qui était, depuis le début, en concurrence avec la Wehrmacht sur cette procédure.
Rappelons encore ici que : "Jusqu’en juillet 1944, dans le ressort du MBB, les services de la Sipo-SD restent soumis à l’autorité du Commandement militaire en matière répressive".
Cette soumission, qui était une exception sur le territoire national, n’était pas du tout appréciée par Himmler dont l'objectif était d'alimenter en travailleurs esclaves les nombreux camps de son archipel concentrationnaire et qui trouvait donc que cette procédure manquait d'efficacité.
À compter d'octobre/novembre 1944, les transferts des prisons allemandes vers les camps de concentration se succéderont à un rythme élevé.

### Le camp: janvier - mars 1945
Le 25 janvier 1945 Marcel Roussel quitte la prison d'Ebrach pour être déporté à Flossenbürg
À cette date il n'a toujours pas été jugé par les tribunaux allemands pour les raisons d’engorgement évoqués ci-dessus.
Le 26 janvier 1945 Marcel Roussel arrive à Flossenbürg.
Trois documents attestent cette date :
- Le registre des arrivées du camp
- Une lettre du Ministère des anciens combattants et victimes de guerre, signée de son délégué général de l'époque, M. P. GARBAN
- L'inventaire des effets appartenant à Marcel ROUSSEL à son arrivée au camp.
Il y reçoit le matricule 44724.
Il n'y restera que quelques jours.
Le camp de Flossenburg est peu et mal connu en France. Il est construit en 1938.
Il fait partie avec Mauthausen des deux premiers camps construits à l'extérieur du Reich car destinés à l'origine à des non allemands , autrichiens pour Mauthausen et Tchécoslovaques pour Flossenburg.
Il était appelé le camp de la carrière de granit
Pour mieux connaître ce que fut le camp de Flossenburg, il est possible de se référer à :
- "Mémoire Vivante" no 36 janvier 2003 : Il s'agit d'un numéro spécial dédié au camp de Flossenburg.
- Le site internet https://camps-de-concentration-blog4ever-com.blog4ever.com/ dont une des pages, très complète, est consacrée à Flossenburg
Un témoignage très précieux, confirme le court passage par le camp principal.
"Nous sommes restés quelques jours à Flossenburg toujours dans la même baraque. Et après dix jours, je pense, on nous a rassemblés et conduits vers un commando qui s'appelait Saal am Donau" 
Le site internet http://www.anneautin.eu/flossenburg/index.html sur lequel il est possible de lire ce témoignage est d'autant plus précieux que le résistant déporté et rescapé qui raconte, M. Arthur SIMON, originaire de Belgique est arrivé le même jour que Marcel ROUSSEL à Flossenburg et qu'il avait le matricule 44723 (il le précède immédiatement sur le registre du camp).
Le 12 février 1945, Marcel Roussel fait partie d'un convoi de 320 prisonniers transférés en "affectation de travail" dans l'un des nombreux "Kommandos" dépendant du camp principal, en l’occurrence celui de Saal an der Donau encore appelé "Ring".
Saal an der Donau est situé en Bavière dans le district de Kelheim près de la frontière avec la Tchécoslovaquie.
"Le Kommando de Saal est chargé de préparer des galeries destinées à abriter les usines Messerschmitt de Ratisbonne. À partir de l'automne 1944 ce Kommando compte jusqu'à 600 hommes. Le taux de mortalité y est très élevé. Les traces et les cendres retrouvées juste après la guerre permettent de dénombrer 400 morts au moins". C'est un Kommando qui a été créé tardivement.
Le site internet officiel du camp de Flossenbürg précise que : "les 200 premiers prisonniers de Flossenbürg arrivent à la gare le 30 novembre 1944".
Les informations ci-dessous proviennent de "Encyclopédia of camps and ghettos 1933-1945", elles incluent la période pendant laquelle Marcel Roussel a été interné au camp.
"Les premiers détenus dormaient dans des trous creusés dans le sol. Au début, il y avait 31 SS dans le camp, sous le commandement du SS-Hauptscharführer Konrad Maier. Plus tard, le nombre de gardes est passé à 73. Il y avait 671 prisonniers dans le camp le 1er mars 1945. Environ la moitié des détenus étaient catégorisés comme "travailleurs civils" et Schutzhäftlinge (prisonniers en "détention préventive"). À partir de février 1945 le nombre de morts dans le camp augmente rapidement, principalement en raison d'épidémies : en février, 33 détenus sont décédés; en mars 82, en avril 97. Pour s'occuper des corps, un crématorium primitif était érigé dans le camp dans lequel il y avait deux fours (ou un four à deux chambres). Les prisonniers qui sont morts dans le camp ont été incinérés ou enterrés à la hâte non loin du camp. À partir du 24 février 1945 le chef du camp était l'Oberscharführer Willy Wagner. Parfois, les prisonniers ne recevaient pas de nourriture, comme ce fut le cas entre les 3 et 5 mars 1945.
Le 5 mars, lorsque du pain fraîchement cuit a été distribué aux prisonniers, 10 prisonniers sont morts dans les 12 jours des suites des difficultés à digérer le pain chaud.
Le nombre de prisonniers décédés dans le sous-camp ne peut être déterminé avec précision. Après la guerre 20 corps et les cendres de 360 prisonniers assassinés ont été retrouvés sur le camp.
Les estimations disent qu'environ un tiers des détenus du sous-camp de Saal sont morts pendant la courte période d'existence du camp".
La date de la mort de Marcel Roussel fait l'objet d'un ultime questionnement.
Une partie des documents issus des archives françaises, l'inventaire des effets (archives d'AROLSEN), le registre mortuaire du camp ainsi que l'arrêté de 2012 "officialisant" la mention "mort en déportation" indiquent une date de décès au 27 mars 1945.
Une autre partie des archives d'Arolsen contient plusieurs documents, dont un certificat de décès du 15 mars 1945, datant la mort au 14 mars 1945 à 20h.
Selon toute vraisemblance, Marcel Roussel est bien décédé le 14 mars puis a été incinéré le 15 mars à 10h.
Le certificat de décès précise que Marcel Roussel est mort de Dysenterie, après 3 jours de maladie.
Le service international de recherches d'Arolsen précise dans un de ces courriers que : "...la différence entre les dates de décès est probablement due au délai de transmission des dossiers des kommandos au camp".
L'arrêté du 6 janvier 2012 permet officiellement de porter la mention "Mort en déportation" sur les actes et jugements déclaratifs de décès de Roussel (Marcel, Joseph), né le 23 février 1921 à Béthune (Pas-de-Calais), décédé le 27 mars 1945 à Flossenbürg (Allemagne).